# Pozzolengo
Pozzolengo é uma comuna italiana da região da Lombardia, província de Bréscia, com cerca de 3.100 habitantes. Estende-se por uma área de 21,40 km², tendo uma densidade populacional de 138 hab/km². Faz fronteira com Cavriana (MN), Desenzano del Garda, Lonato, Monzambano (MN), Peschiera del Garda (VR), Ponti sul Mincio (MN).

## Demografia
| Variação demográfica do município entre 1861 e 2011                               |
|                                                                                   |
| Fonte: Istituto Nazionale di Statistica (ISTAT) - Elaboração gráfica da Wikipedia |